# Axinella clathrata
Axinella clathrata är en svampdjursart som beskrevs av Arthur Dendy 1897. Axinella clathrata ingår i släktet Axinella och familjen Axinellidae.
Artens utbredningsområde är havet kring Australien. Inga underarter finns listade i Catalogue of Life.